# Sint-Medarduskerk (Wijtschate)

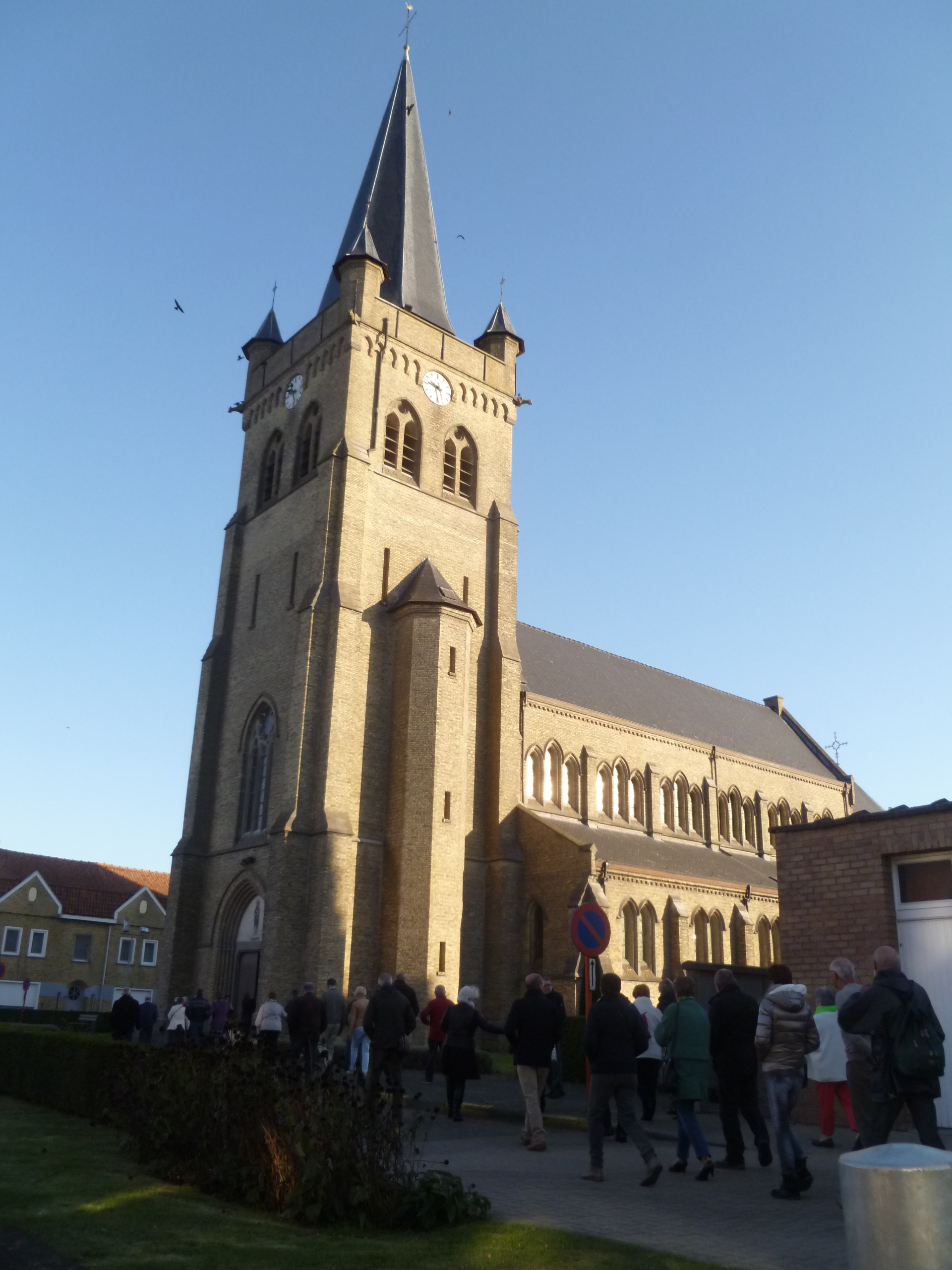
Sint-Medarduskerk

De Sint-Medarduskerk is de parochiekerk van de tot de West-Vlaamse gemeente Heuvelland behorende plaats Wijtschate.

## Geschiedenis
Voor de Eerste Wereldoorlog stond hier een tweebeukige laatgotische hallenkerk. Deze werd, evenals het dorp, verwoest.
De huidige kerk werd gebouwd in 1925 naar ontwerp van de architecten Henri en Marcel Leborgne.

## Gebouw
De kerk wijkt af van de voorganger. Het is een bakstenen georiënteerde basilicale kerk in voornamelijk neogotische stijl. De kerk heeft een voorgebouwde westtoren, geflankeerd door een zeskantig traptorentje. De toren heeft vier hoektorentjes op de torenomgang en wordt gedekt door een naaldspits. Het interieur wordt overkluisd door kruisribgewelven.
Het kerkmeubilair is neogotisch.